# 크롬친화세포

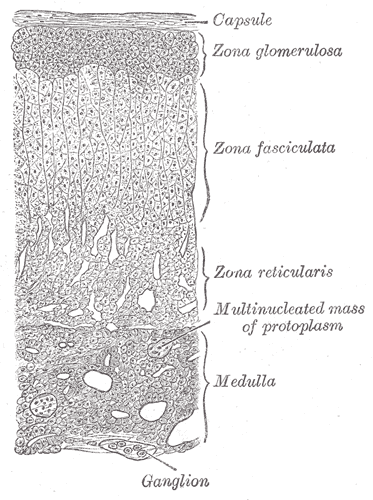

크롬친화세포(chromaffin cells)은 부신 수질(adrenal medulla)을 구성하는 신경내분비세포(neuroendocrine cells)이다. 부신 수질의 대부분을 차지하며, 교감신경계의 신경절(ganglia)에도 일부 존재한다. 크롬친화세포의 발생학적 기원은 배아 신경능선세포(neural crest cells)이다. 스트레스로 인해 자율신경계가 활성화되어 크롬친화세포에 자극이 가해지면 카테콜아민을 분비하여 인체를 스트레스에 대항하는 상태로 전환시킨다.

## 명칭의 유래
크롬친화세포는 크롬염(chromium salt)에 의해 갈색으로 염색된다. 이는 크롬친화세포 내에 대량으로 존재하는 카테콜아민이 크롬염에 의해 산화되면 색깔을 띄기 때문이다.

## 크롬친화세포종
크롬친화세포종(pheochromocytoma)은 크롬친화세포에서 유래된 종양(tumor)이다.

## 장크롬친화세포
장크롬친화세포(enterochromaffin cells)는 크롬친화세포와는 기능적으로 전혀 다른 세포이다. 그러나 크롬염에 노란색으로 염색된다는 점 때문에 역시 '크롬친화'라는 명칭이 부여되었다.

## 같이 보기
- 사람 세포 유형 목록
- 배엽에서 유래된 사람 세포 유형 목록